# Justin Knox
Justin H. Knox (Tuscaloosa, 13 gennaio 1989) è un cestista statunitense, professionista in Europa, Malaysia e Costa Rica.

## Carriera
Durante il college gioca per i suoi primi tre anni negli Alabama Crimson Tide, totalizzando 5 punti in 17,2 minuti di media, con 3,8 rimbalzi e 0,5 assist, per poi trasferirsi nel 2010 nei North Carolina Tar Heels per l'anno da senior (4,6 punti, 3,2 rimbalzi e 0,4 assist in 14,5 minuti a partita). 

Si dichiara eleggibile per il Draft NBA 2011, ma non venendo scelto da nessuna franchigia, si trasferisce dapprima in Bielorussia dove con il BK Minsk 2006 vince il campionato e la coppa nazionale, poi in Turchia (Vestelspor Manisa), Paesi Bassi (Basketbalvereniging Den Helder), Malaysia (KL Dragons) e Porto Rico (Capitanes de Arecibo), prima di tornare per la stagione 2015-2016 nella seconda serie turca, questa volta tra le file del Final Gençlik. Nella stagione successiva approda in Italia, nella Fortitudo Bologna in Serie A2, girone Est. Il 10 agosto 2017 si trasferisce in Bulgaria dove firma per l'Akademik Sofia. Nel gennaio del 2018 passa al Levski Sofia, rimanendo pertanto in Bulgaria. Il 6 marzo 2018 viene ufficializzato il suo ritorno in Italia, questa volta in Serie A, con la maglia dell'Orlandina Basket, con la quale nonostante i 16,4 punti di media, non riesce ad evitare la retrocessione. La stagione successiva rimane nella massima serie italiana, firmando per la neopromossa Trieste. Rimane in Italia anche nella stagione 2019-2020, trasferendosi all'Aquila Basket Trento.
Nell'estate del 2012 partecipa alla NBA Summer League di Orlando con gli Utah Jazz, giocando 5 partite a 6,4 punti di media.

## Palmarès
- Campionato bielorusso: 1

BK Minsk 2006: 2012
- Coppa di Bielorussia: 1

BK Minsk 2006: 2012